# نینو دآنجلو
نینو دآنجلو (ایتالیایی: Nino D'Angelo؛ زادهٔ ۲۱ ژوئن ۱۹۵۷) یک خواننده اهل ایتالیا است.
از فیلم‌هایی که وی در آن نقش داشته‌است، می‌توان به افسون‌شده، جان دادن برای تانو، پاپاراتزی و تیفوسی اشاره کرد.